# Euophrys vetusta
Euophrys vetusta là một loài nhện trong họ Salticidae.
Loài này thuộc chi Euophrys. Euophrys vetusta được Carl Ludwig Koch miêu tả năm 1846.